# Undisputed Attitude
Undisputed Attitude (рус. Бесспорное Отношение) — седьмой студийный альбом американской трэш-метал- группы Slayer, вышедший в 1996 году. Также были выпущены два издания, в котором были включены бонус-треки, европейское и японское. В европейском издании включён в треклист бонус-трек «Sick Boy» (кавер группы GBH), а в японском трек «Memories of Tomorrow» (кавер группы Suicidal Tendencies) и «Sick Boy».

## Об альбоме
Гитарист Джефф Ханнеман использовал две из четырёх песен в стиле панк, которые он написал в 1984 и 1985 для мертворожденного сайд-проекта, названного Pap Smear, в то время как Керри Кинг и вокалист Том Арая написали единственный оригинальный трек, названный «Gemini». Выпущенный 28 мая 1996 на лейбле American Recordings, Undisputed Attitude поднялся до 34-й позиции в Billboard 200.
Undisputed Attitude был записан в Capital Studios в Лос-Анджелесе, Калифорния с продюсером Дейвом Сардай. Изначально планировалось записать альбом, взяв за основу песни мастеров heavy-metal. Позже группа решила исполнить кавер версии песен в жанре Панк. В американской версии не было песни британской хардкор-панк группы GBH «Sick Boy», она появилась только в европейском издании.
Альбом был выпущен 28 мая 1996, и поднялся до 34-й позиции в Billboard 200. Пол Котт Allmusic прокомментировал это как: "не прекрасный, но являющийся соответствующей данью командам, которые вдохновили Slayer отклониться от традиционной металлической почвы".

## Список композиций
| №                   | Название                                                            | Оригинальный исполнитель | Длительность |
| ------------------- | ------------------------------------------------------------------- | ------------------------ | ------------ |
| 1.                  | «Disintegration/Free Money»                                         | Verbal Abuse             | 1:41         |
| 2.                  | «Verbal Abuse/Leeches»                                              | Verbal Abuse             | 1:58         |
| 3.                  | «Abolish Government/Superficial Love»                               | TSOL                     | 1:48         |
| 4.                  | «Can't Stand You»                                                   | Pap Smear                | 1:27         |
| 5.                  | «D.D.A.M.M (Drunk Drivers Against Mad Mothers)»                     | Pap Smear                | 1:01         |
| 6.                  | «Guilty of Being White»                                             | Minor Threat             | 1:07         |
| 7.                  | «I Hate You»                                                        | Verbal Abuse             | 2:16         |
| 8.                  | «Filler/I Don't Want to Hear It»                                    | Minor Threat             | 2:28         |
| 9.                  | «Spiritual Law»                                                     | D.I.                     | 3:00         |
| 10.                 | «Mr. Freeze»                                                        | Dr. Know                 | 2:24         |
| 11.                 | «Violent Pacification»                                              | D.R.I.                   | 2:38         |
| 12.                 | «Richard Hung Himself»                                              | D.I.                     | 3:22         |
| 13.                 | «I'm Gonna Be Your God» (оригинальное название I Wanna Be Your Dog) | The Stooges              | 2:58         |
| 14.                 | «Gemini»                                                            | Slayer                   | 4:53         |
| Общая длительность: | Общая длительность:                                                 | Общая длительность:      | 33:01        |

Европейское издание
| №                   | Название            | Оригинальный исполнитель | Длительность |
| ------------------- | ------------------- | ------------------------ | ------------ |
| 10.                 | «Sick Boy»          | GBH                      | 2:14         |
| Общая длительность: | Общая длительность: | Общая длительность:      | 35:15        |

Японское издание
| №                   | Название               | Оригинальный исполнитель | Длительность |
| ------------------- | ---------------------- | ------------------------ | ------------ |
| 13.                 | «Memories of Tomorrow» | Suicidal Tendencies      | 0:54         |
| Общая длительность: | Общая длительность:    | Общая длительность:      | 36:09        |

## Участники записи
Slayer
- Том Арайа – вокал, бас-гитара
- Керри Кинг – гитара
- Джефф Ханнеман – гитара
- Пол Бостаф – барабаны[5]

Производство
- Дейв Сарди – продюсер, микширование
- Рик Рубин – исполнительный продюсер
- Грег Гордон – инженер
- Ральф Каччурри, Брайан Дэвис,
- Джим Гидденс, Билл Смит – помощники инженера
- Стивен Маркуссен – мастеринг
- Уэс Бенскотер – иллюстрация
- Деннис Кили – фотография
- Майкл Лавин – фото на обложке, фотография
- Дирк Уолтер – арт-разработка, дизайн